# كيلر تيم بروكس
كيلر تيم بروكس (بالإنجليزية: Killer Tim Brooks)‏ هو مصارع محترف أمريكي، ولد في 4 ديسمبر 1947.

## روابط خارجية
- كيلر تيم بروكس على موقع CageMatch worker (الإنجليزية)